# سودا دالگیچ
سودا دالگیچ (انگلیسی: Sevda Dalgıç؛ زادهٔ ۲۳ فوریهٔ ۱۹۸۴) بازیگر اهل ترکیه است. وی از سال ۲۰۰۵ میلادی تاکنون مشغول فعالیت بوده‌است.